# Jean-Baptiste Lully
Jean-Baptiste Lully   (Florència, 28 de novembre de 1632 - París, 22 de març de 1687), nascut Giovanni Battista Lulli, fou un ballarí, coreògraf i compositor francès d'origen italià, que va crear la tragèdia-ballet, un gènere teatral amb un pròleg al qual es canta la grandesa del rei, i la comèdia-ballet, una mena de dansa-teatre que componia amb el dramaturg Molière per a divertir al rei i la cort. Algunes de les seves òperes apareixen als reculls de Raoul-Auger Feuillet, amb la notació coreogràfica del Chorégraphie, ou l'art de décrire la danse. També va ser Sobreintendent de la Música de Lluís XIV de França.
Pels seus dots com a músic i com a organitzador, així com de cortesà i intrigant, Lully va dominar tota la vida musical a França a l'època del Rei Sol. Va ser l'origen de moltes formes musicals, que bé va organitzar o concebre: la tragèdia lírica, el gran motet, l'obertura a la francesa, etc. La seua influència sobre la música europea de l'època va ser gran, i nombrosos compositors entre els més grans (Henry Purcell, Georg Friedrich Haendel, Johann Sebastian Bach, Jean-Philippe Rameau) li són deutors d'una o altra manera.

## Biografia
Va arribar a França el 1643, entrant com a vailet de cambra de Mademoiselle de Montpensier, que desitjava perfeccionar els seus coneixements de la llengua italiana. A l'edat de tretze anys, manifestant serioses dots per a la música, va aprendre a tocar el violí, es va mostrar com un excel·lent ballarí, i va incorporar-se a la Gran Banda dels Violins del Rei, composta per 24 instrumentistes. El 1653, Lully va ballar amb el rei en el Ballet de la Nuit.
A París, Lully va donar estudis musicals a Johann Sigismund Kusser, que a França es feia anomenar Cousser. Va obtenir ràpidament la direcció d'un nou conjunt musical: La Bande des Petits Violons. Perfecte cortesà i hàbil home de negocis, va esdevenir ben aviat primer compositor de la cort, i les seues àries i ballets van consagrar la seua reputació. Amb el suport de Lluís XIV, va esdevenir compositor de cambra i més tard sobreintendent de la música reial.
Es va naturalitzar francès el 1661, i pocs mesos després es va casar amb Madeleine Lambert, el pare de la qual era director de música de Mademoiselle de Montpensier. A partir de 1664, Lully va treballar regularment amb Molière (que l'anomenava «el llibertí»), creant el gènere de la comèdia-ballet, sense per això renunciar als ballets de cort. Però el 1671 es van enfrontar i esdevingueren terribles enemics.
El 1672, Lully va comprar a Perrin el privilegi de l'Académie royale de musique, on va tenir molts alumnes entre ells a la clavicordista Marie-Françoise Certain. Farcit d'honors i de riqueses, va compondre llavors una tragèdia lírica per any aproximadament, eclipsant, pels favors reials de què gaudia, tots els compositors dramàtics de l'època: Marc-Antoine Charpentier, André Campra, Louis-Nicolas Clérambault. El seu llibretista favorit era Philippe Quinault.
El 1681, Lully va assolir l'apogeu de la seua carrera, amb el nomenament com a secretari del rei.
Malgrat ser pare de sis fills, era conegut i criticat pels seus enemics per les seues pràctiques homosexuals. Lluís XIV, com tot home de l'època que es considerara honest, tenia pànic al que aleshores s'anomenava «el pecat italià». Així, quan el 1685, les relacions de Lully amb Brunet, un jove patge de la Capella, van fer-se públiques provocant l'escàndol, Lully va perdre part dels favors del rei, el qual per exemple no va assistir a les representacions de la darrera òpera de Lully, Armide, el 1686. Lully va compondre la seua darrera obra completa, Acis et Galatée, pastoral heroica en forma d'òpera, per a la cort més voluble de Lluís de França, el Gran Delfí, fill de Lluís XIV.
Va morir de gangrena a París el 1687, arran d'una ferida al peu que es va provocar amb el seu « bastó de direcció », una llarga i pesant tija que es feia servir per marcar el compàs colpejant el terra.

## Obres conegudes
- Marxa per la cerimonia dels turcs
- Roland
- Armida
- El triumf de l'Amor
- El temple de la pau (le temple de la paix)
- Isis
- Perseu

## Música
Lully és recordat principalment per la seua contribució a la música religiosa i a la música per a l'escena. Quedarà en la història com a creador de l'òpera francesa. Va compondre 14 tragèdies líriques, les més celebrades de les quals són: Atys (1676), Phaéton (1683) i la seua obra mestra Armide (1686). Tan desimbolt a l'església com al teatre, va deixar més de vint grans motets, el més famós dels quals és el Te Deum, de 1677, així com 11 petits motets d'estil més italianitzant.
Admirat pels músics del seu temps, va ser interpretat sense interrupció fins a la Revolució de 1789, i la seua influència va ser immensa tant sobre els seus compatriotes, com ara François Couperin, Marin Marais, Michel-Richard Delalande, Jean-Philippe Rameau, com a la resta d'Europa.

## Lestragédies lyriques
| Llista de les tragédies lyriques de Jean-Baptiste Lully per ordre cronològic |                                 |                                                     |                       |                                                            |
| LWV                                                                          | Títol                           | Llibret                                             | Estrena (data)        | Estrena (lloc)                                             |
| 49                                                                           | Cadmus et Hermione              | Philippe Quinault                                   | 27 d'abril de 1673    | París, jeu de paume de Bel-Air                             |
| 50                                                                           | Alceste ou le triomphe d'Alcide | Philippe Quinault                                   | 19 de gener de 1674   | París, jeu de paume de Bel-Air                             |
| 51                                                                           | Thésée                          | Philippe Quinault                                   | 11 de gener de 1675   | Saint-Germain-en-Laye                                      |
| 53                                                                           | Atys                            | Philippe Quinault                                   | 10 de gener de 1676   | Saint-Germain-en-Laye                                      |
| 54                                                                           | Isis                            | Philippe Quinault                                   | 5 de gener de 1677    | Saint-Germain-en-Laye                                      |
| 56                                                                           | Psyché                          | Thomas Corneille et Bernard Le Bouyer de Fontenelle | 19 d'abril de 1678    | Saint-Germain-en-Laye                                      |
| 57                                                                           | Bellérophon                     | Thomas Corneille et Bernard Le Bouyer de Fontenelle | 31 de gener de 1679   | París, Académie royale de musique, théâtre du Palais-Royal |
| 58                                                                           | Proserpine                      | Philippe Quinault                                   | 3 de febrer de 1680   | Saint-Germain-en-Laye                                      |
| 60                                                                           | Persée                          | Philippe Quinault                                   | 17 d'abril 1682       | París, Académie royale de musique, théâtre du Palais-Royal |
| 61                                                                           | Phaëton                         | Philippe Quinault                                   | 6 de gener de 1683    | Versalles, palais royal                                    |
| 63                                                                           | Amadis                          | Philippe Quinault                                   | 18 de gener de 1684   | París, Académie royale de musique, théâtre du Palais-Royal |
| 65                                                                           | Roland                          | Philippe Quinault                                   | 8 de gener de 1685    | Versalles                                                  |
| 71                                                                           | Armide                          | Philippe Quinault                                   | 15 de febrer de 1686  | París, Académie royale de musique, théâtre du Palais-Royal |
| 74                                                                           | Achille et Polyxène             | Jean Galbert de Campistron                          | 7 de novembre de 1687 | París, Académie royale de musique, théâtre du Palais-Royal |

### Media
Choeur des divinités de la terre et des eaux, from Psyché (1687) - Midi file (?·pàg.)